# Mielichhoferia patagonica
Mielichhoferia patagonica är en bladmossart som beskrevs av C. Müller 1897. Mielichhoferia patagonica ingår i släktet kismossor, och familjen Bryaceae. Inga underarter finns listade i Catalogue of Life.